# 정산향교
정산향교(定山鄕校)는 대한민국 충청남도 청양군 정산면에 있는 조선시대의 향교이다. 1997년 12월 23일 충청남도의 기념물 제132호로 지정되었다.

## 개요
향교는 공자와 여러 성현께 제사를 지내고 지방민의 교육과 교화를 위해 나라에서 세운 교육기관이다.
정산향교를 세운 시기는 확실하게 알 수 없으나 기록에 따르면 조선 전기부터 있던 것으로 보인다.
배우는 공간으로 강당인 명륜당과 학생들의 기숙사였던 동재와 서재를 비롯하여 강학루와 전사청이 있고, 제사 공간으로 위패를 모시고 있는 대성전이 있다. 대성전 안쪽에는 공자와 그의 제자를 비롯하여 한국 성현들의 위패를 모시고 있다.
조선시대에는 국가로부터 토지·전적·노비 등을 지급받아 학생을 많이 가르쳤으나, 갑오개혁 이후 교육 기능은 사라지고 봄·가을에 제사를 지내고 초하루와 보름에 분향을 하고 있다.

## 참고 자료
- 정산향교 - 국가유산청 국가유산포털